# Prva crnogorska fudbalska liga 2004-2005
La Prva crnogorska fudbalska liga 2004-2005 (prima lega calcistica montenegrina) è stata la prima edizione di questa competizione, dal 2006 destinata ad essere la prima divisione del campionato montenegrino di calcio. In questa edizione era al secondo livello di quello serbo-montenegrino, infatti le migliori squadre del paese (Budućnost, Sutjeska e Zeta) militavano nella Prva liga SCG.
Nasce dalla seconda divisione serbo-montenegrina: l'edizione 2003-2004 è stata l'ultima e le squadre serbe sono confluite nella Prva Liga Srbija mentre quelle montenegrine in questa lega.

## Formula
Le 10 squadre partecipanti si affrontano in un doppio girone di andata e ritorno per un totale di 36 giornate.

La squadra vincitrice viene promossa in Prva liga SCG 2005-2006.

La penultima classificata disputa uno spareggio contro la seconda della Crnogorska republička liga 2004-2005.

L'ultima classificata retrocede direttamente in Crnogorska republička liga 2005-2006.

## Squadre
| Squadra   | Città               | Stadio                   | Stagione 2003-04                 |
| --------- | ------------------- | ------------------------ | -------------------------------- |
| Kom       | Podgorica           | Stadion Zlatica          | 16º in Prva liga SCG             |
| Bokelj    | Cattaro             | Stadion pod Vrmcem       | 2º in Druga liga - Sud           |
| Grbalj    | Radanovići, Cattaro | Stadion u Radanovićima   | 3º in Druga liga - Sud           |
| Jedinstvo | Bijelo Polje        | Gradski stadion Nikoljac | 4º in Druga liga - Sud           |
| Petrovac  | Castellastua        | Stadion pod Malim Brdom  | 5º in Druga liga - Sud           |
| Mladost   | Podgorica           | Stadion Cvijetni Brijeg  | 6º in Druga liga - Sud           |
| Rudar     | Pljevlja            | Gradski stadion          | 7º in Druga liga - Sud           |
| Mogren    | Budua               | Stadion Lugovi           | 8º in Druga liga - Sud           |
| Mornar    | Antivari            | Stadion Topolica         | 9º in Druga liga - Sud           |
| Dečić     | Tuzi                | Stadion Tuško Polje      | 1º in Crnogorska republička liga |

## Classifica
|  | Pos. | Squadra                | Pt | G  | V  | N  | P  | GF | GS | DR  |
|  | ---- | ---------------------- | -- | -- | -- | -- | -- | -- | -- | --- |
|  | 1.   | Jedinstvo Bijelo Polje | 68 | 36 | 19 | 11 | 6  | 57 | 26 | +31 |
|  | 2.   | Kom                    | 58 | 36 | 16 | 10 | 10 | 54 | 30 | +24 |
|  | 3.   | Dečić                  | 55 | 36 | 12 | 19 | 5  | 40 | 27 | +13 |
|  | 4.   | Rudar Pljevlja         | 51 | 36 | 13 | 12 | 11 | 38 | 39 | −1  |
|  | 5.   | Petrovac               | 45 | 36 | 12 | 9  | 15 | 34 | 38 | −4  |
|  | 6.   | Mogren                 | 45 | 36 | 11 | 12 | 13 | 40 | 46 | −6  |
|  | 7.   | Grbalj                 | 43 | 36 | 11 | 10 | 15 | 36 | 50 | −14 |
|  | 8.   | Bokelj                 | 41 | 36 | 10 | 11 | 15 | 30 | 40 | −10 |
|  | 9.   | Mornar                 | 39 | 36 | 10 | 9  | 17 | 31 | 46 | −15 |
|  | 10.  | Mladost Podgorica      | 38 | 36 | 9  | 11 | 16 | 31 | 49 | −18 |

Legenda:
      Promosso in Prva liga SCG 2005-2006.
  Partecipa ai play-out.
      Retrocesso in Crnogorska republička liga..
Regolamento:
Tre punti a vittoria, uno a pareggio, zero a sconfitta.

## Risultati
|           | Bok | Grb | Deč | Jed | Kom | Mla | Mog | Mor | Pet | Rud |
| --------- | --- | --- | --- | --- | --- | --- | --- | --- | --- | --- |
| Bokelj    |     | 1-0 | 0-1 | 1-1 | 0-0 | 2-1 | 1-1 | 1-1 | 1-0 | 3-0 |
| Bokelj    |     | 0-2 | 0-0 | 0-0 | 1-1 | 2-3 | 2-0 | 1-1 | 1-0 | 2-1 |
| Grbalj    | 0-0 |     | 0-0 | 2-4 | 1-5 | 0-1 | 4-1 | 1-1 | 2-0 | 0-0 |
| Grbalj    | 1-0 |     | 1-1 | 0-1 | 1-2 | 4-1 | 2-3 | 1-0 | 0-0 | 1-0 |
| Dečić     | 2-1 | 3-0 |     | 1-1 | 1-1 | 0-0 | 2-0 | 3-0 | 1-1 | 0-0 |
| Dečić     | 2-1 | 2-0 |     | 0-3 | 3-0 | 1-1 | 2-0 | 1-1 | 0-0 | 0-0 |
| Jedinstvo | 0-0 | 1-1 | 0-2 |     | 4-2 | 4-0 | 1-2 | 3-2 | 3-0 | 0-1 |
| Jedinstvo | 2-1 | 4-1 | 0-0 |     | 1-1 | 4-1 | 0-0 | 1-0 | 3-1 | 3-1 |
| Kom       | 5-0 | 2-0 | 2-1 | 2-0 |     | 0-0 | 1-1 | 3-0 | 3-0 | 5-1 |
| Kom       | 2-0 | 4-0 | 1-1 | 0-1 |     | 0-0 | 1-0 | 2-1 | 1-2 | 2-0 |
| Mladost   | 2-3 | 0-1 | 0-3 | 0-2 | 1-1 |     | 1-0 | 2-1 | 0-0 | 0-2 |
| Mladost   | 1-0 | 4-1 | 1-1 | 1-0 | 0-1 |     | 2-2 | 1-1 | 0-0 | 2-1 |
| Mogren    | 0-0 | 1-2 | 0-0 | 0-2 | 1-0 | 2-0 |     | 4-1 | 1-0 | 1-1 |
| Mogren    | 1-3 | 1-1 | 3-1 | 1-0 | 1-0 | 0-0 |     | 4-3 | 1-0 | 0-0 |
| Mornar    | 2-0 | 1-0 | 0-0 | 0-0 | 2-1 | 3-2 | 0-2 |     | 2-1 | 0-2 |
| Mornar    | 1-0 | 0-1 | 1-2 | 1-1 | 1-0 | 1-0 | 0-0 |     | 0-1 | 1-0 |
| Petrovac  | 0-1 | 2-2 | 4-1 | 1-0 | 0-1 | 1-0 | 3-2 | 2-0 |     | 4-1 |
| Petrovac  | 2-1 | 1-2 | 0-0 | 0-1 | 2-1 | 1-0 | 4-3 | 0-1 |     | 1-1 |
| Rudar     | 1-0 | 1-1 | 1-1 | 0-3 | 2-1 | 2-0 | 2-2 | 1-0 | 0-0 |     |
| Rudar     | 3-0 | 2-0 | 3-1 | 1-1 | 0-0 | 2-3 | 2-0 | 2-1 | 1-0 |     |

## Spareggio
Mornar (penultimo in seconda divisione) e Gusinje (secondo in terza) si sfidano per un posto in Prva crnogorska fudbalska liga 2005-2006.
| Squadra 1                                               | Totale | Squadra 2 | Andata     | Ritorno    |
| ------------------------------------------------------- | ------ | --------- | ---------- | ---------- |
|                                                         |        |           | 08.06.2005 | 12.06.2005 |
| Gusinje                                                 | 1 – 2  | Mornar    | 1 – 1      | 0 – 1      |
| Ambedue le squadre rimangono nelle rispettive categorie |        |           |            |            |